# Комерції радник
Комерції радник — почесне звання для підприємців у деяких країнах.

## Австрія
В Австрії існує звання комерції радника (комерційного радника, нім. Kommerzialrat).

## Німеччина
Почесний титул комерції радника ( нім. Kommerzienrat ) існував у Німецькій імперії до 1919 року. Їм нагороджувалися підприємці у разі, якщо вони зробили значні «пожертви для загального блага» ( нім. Stiftungen für das Gemeinwohl ). Наступний ступінь — таємний комерції радник ( нім. Geheime Kommerzienrat ) давав право бути прийнятим при дворі, тобто сам нагороджений, його дружина та його дочки могли допускатися до участі у житті княжого двору.
У Російській імперії почесне звання комерції радника було встановлено 27 березня 1800 року для купецтва. Воно прирівнювалося до VIII класу статської служби. 1824 року було встановлено, що звання комерції радника можуть бути удостоєні купці, що загалом пробули в 1-й гільдії 12 років. Найвищим маніфестом від 10 квітня 1832 року (§ 9) було встановлено, що купцеві, наданому в звання комерції радника, дарується спадкове почесне громадянство. У 1836 році спадкове почесне громадянство було даровано вдовам та законним дітям комерції радників. 1854 року сини комерції радників отримали право вступати на державну службу.
Усі права і переваги, надані комерції радникам, мали також особи, що мають звання мануфактур-радника, засноване 1 листопада 1810 року.

## Образ у мистецтві
- Оповідання А. П. Чехова — «Дочка комерції радника».
- У п'єсі Є. Л. Шварца «Снігова королева» є персонаж — комерції радник.
- У п'єсі Р. Гауптмана «Перед заходом сонця» головним персонажем є комерції радник Матіас Клаузен.
- В оповіданні Е. Т. А. Гофмана «Вибір нареченої» один із персонажів — комерції радник Мельхіор Фосвінкель.